# Иди тамо где те не познају
Иди тамо где те не познају је југословенски телевизијски филм из 1976. године. Режирао га је Драгослав Лазић, а сценарио је писао Звонимир Мајдак.

## Улоге
| Глумац           | Улога       |
| ---------------- | ----------- |
| Предраг Ејдус    | Жупник      |
| Драгомир Фелба   |             |
| Мики Манојловић  | Марко       |
| Љиљана Перош     |             |
| Радмила Живковић |             |
| Бата Живојиновић | Марков отац |